# تجنيد المثليين
تُستخدم عبارة «تجنيد المثليين» ومصطلحاتٍ مهينة مماثلة لوصف الاعتقاد بأن المثليات والمثليين ومزدوجي التوجّه الجنسي والمتحوّلين جنسيًا (مجتمع الميم) متورّطون في محاولاتٍ متعمّدة لتحويل الأشخاص من المغايرة الجنسية إلى تبنّي «أسلوب حياةٍ مثلي». لاقى هذا الاعتقاد رفض علماء الاجتماع وعلماء النفس على نطاقٍ واسع باعتباره عارٍ عن الصحة. جرى استخدام الادعاءات المتعلّقة بهذا التجنيد لمعارضة برامج الوقاية من فيروس نقص المناعة البشرية المؤسّسية وقانون مكافحة التنمّر وقوانين مكافحة التمييز والمناقشات داخل المدرسة حول الحركة النسوية ومعارضة إل جي بي تي وضد إنشاء برامج مدرسة تحالف المثليين والمستقيمين. وينظر إليهم معارضو حقوق مجتمع الميم على أنهم ينتمون لشيءٍ أكبر من أجل تعزيز الصورة النمطية التي تصف مجتمع الميم بالمفترسين.

## المعنى والدلالة
استُخدِم مصطلح «تجنيد المثليين» ومصطلحاتٍ مماثلة في الولايات المتحدة للإشارة إلى الخرافة القائلة بأن مجتمع الميم متورّطٌ في بذل جهودٍ ترمي إلى تلقين الأطفال ليصبحوا أحد أفراد مجتمع الميم أيضًا، ويصبحون، وفقًا لبعض المحافظين الاجتماعيين ومجموعات اليمين المسيحي، جزءًا من «نمط حياةٍ من الممكن أن يقتلهم». يستند مؤيّدو ادعاءات التجنيد إلى التربية الجنسية «المنحرفة» و«الشهوانية» كدليلٍ لهم. يعبّرون عن قلقهم من أن جهود مكافحة التنمّر تعلّم أن «المثلية الجنسية أمرٌ طبيعي، وأنه لا يجب للطلاب مضايقة زملائهم على أساس أنهم مثليون»، مما يوحي بأن التجنيد هو الدافع الأساسي. يشير مؤيّدو هذه الخرافة إلى عدم قدرة الأزواج من نفس الجنس على التكاثر وهنا يكمن دافعهم للتجنيد.
يصف علماء الاجتماع وعلماء النفس مثل هذه الادعاءات بأنها خرافةٌ معادية للمثليين وبعبعٌ لإثارة مشاعر الخوف. يعتقد العديد من النقاد أن هذا المصطلح يدعم خرافةً تزعم أن المثليين جنسيًا متحرّشون جنسيًا بالأطفال.
في مقالٍ نُشِر في نيويورك تايمز عام 1990، انتقد الكاتب المثلي ديفيد ليفيت المصطلح قائلًا: «بالطبع، لأي شخصٍ مثلي الجنس، عندما كان مراهقًا خائفًا ومضطربًا، بحث بيائسٍ عن الكتب أو الأفلام أو البرامج التلفزيونية التي بالكاد ذكرت تجربةً مثلية ليستمتع بها؛ فكرة «تجنيد» المثليين مثيرةٌ للضحك. كما أنها مهينة للغاية».
غالبًا ما تُستنكر مسيرات فخر المثليين على أنها محاولةٌ لتجنيد مثليي الجنس.

## أمثلةٌ على استخدام المصطلح
يميل هذا المصطلح إلى أن يُستخدم في سياق معارضة حقوق المثليين، والسياسات التي تقدّم سلوك المثليين على أنه مقبولٌ، وتقدّم أي مناقشةٍ (يشار إليها على أنها «ترويجٌ») في المدارس وفي التربية الجنسية. ههنا بعض الأمثلة:

### داخل الولايات المتحدة
- شنّت أنيتا براينت حملةً ناجحة لإلغاء قانون في مقاطعة ميامي داد الذي حظر التمييز على أساس التوجّه الجنسي في عام 1977. استندت حملتها على ادعاءات تجنيد المثليين. قالت براينت «كأمٍّ، أعلم أن المثليين جنسيًا لا يمكنهم إنجاب الأطفال بيولوجيًا؛ لذلك، ليس لديهم خيارٌ سوى تجنيد أطفالنا». يصف مايكل بوكاي، في مراجعته النقدية لكتاب فريد فيجيس عن تلك الحملة في مجلة التاريخ الاجتماعي، استخدام براينت «للتجنيد» بهذه الطريقة: «في عام 1977، نجحت المغنيّة والمسيحية المولودة من جديد أنيتا براينت في قيادة حملةٍ في مقاطعة داد التابعة لولاية فلوريدا، لإلغاء قانونٍ يحظر التمييز على أساس «التفضيل الجنسي». بالتركيز على سياقٍ واحد -الفصول الدراسية- صاغت منظمة براينت، «أنقذوا أطفالنا»، القانون باعتباره إقرارًا على اللاأخلاقية وترخيصًا «للتجنيد».[17]
- أشارت الكاتبة الأمريكية جوديث ريسمان إلى «طريقةٍ واضحة لتجنيد الأطفال» يعتمدها المثليون والمثليات في دعمها العلني لإجراء أوريغون بالوت 9 في عام 1992.[18] قالت ريسمان في مؤتمر لزعماء اليمين المسيحيين الأمريكيين في كولورادو سبرينغز في عام 1994 إن «تجنيد المثليين أصبح جهارًا؛ إنه واضحٌ؛ إنه منتشرٌ في كل مكان». وقدّرت عدد السكان المثليين والمثليات في ذلك الوقت بنسبةٍ تصل من 1-2% لكنها توقّعت أن 20% على الأقل (وربما أكثر من 30%) «من الشباب سيمارسون النشاط المثلي» نتيجةً «للتجنيد». في مقالها في ورلدنتديلي، الذي حمل عنوان «غلسين وشباب هتلر»، أعربت ريسمان أيضًا عن قلقها من مجموعاتٍ مثل غلسين (GLSEN) التي تمثّل غطاءً لتجنيد الأطفال، قائلة «تحت غطاء حركة المدارس الآمنة» التي تحارب التنمّر المزعوم لما يسمّى «أطفالٌ مثليي الجنس» (من الروضة إلى الصف الثاني عشر)، يرى البعض غلسين كنسخةٍ حديثة من شباب هتلر وعلى أنها تمهّد الطريق لتشكيل لواء شبابٍ أكبر وكاسحٍ في المدرسة».[19]